# استطباب
الاستطباب أو داعي الاستخدام (بالإنجليزية: indication) هو مصطلح طبي يصف المبرر المقبول لإجراء اختبار تشخيصي أو لإجراءٍ علاجي سواء أكان دوائياً أو عملية جراحية؛ بمعنى آخر هو السبب المقنع الذي نجري لأجله فحصاً أو علاجاً طبياً. وتعليل ذلك أن الإجراءات الطبية المتعددة سواءً كانت تشخيصية أم علاجية تحمل في طياتها أخطاراً مثل المضاعفات الدوائية، كما أن للإجراءات الطبية تكاليف لابد أن تتناسب مع الفائدة المرجوّة من إجرائها. لذا فإن تبرير الحاجة للإجراءات الطبية أمرٌ مهم؛ لذلك يتم تحديد الاستطبابات من قبل هيئات حكومية مختصة في كل بلد.
المفهوم المعاكس للاستطباب هو مضاد استطباب، أو مانع استعمال.

## لغةً
الاستطباب لغةً طلب الدواء المناسب لعلاج داءٍ ما.
| استطباب | واستطبَّ لوجعهِ من فلانٍ دواءً استطبابًا استوصف منهُ الدواءَ أيُّها يصلح لدائهِ قال الشاعر: لكل داٍء دواءٌ يُستطَبُّ لهُإلا الحماقة أعيت من يداويها | استطباب |

## اصطلاحاً
اصطلح في الطب على تسمية أسباب ودواعي استخدام دواء معين، أو دواعي إجراء عملية معينة استطبابات. تحكم هذه التبريرات العواقب الناجمة عن استخدام دواءٍ معين أو إجراء عملية جراحية أو فحص طبي معين. ولذلك أثرٌ في الحكم على عواقب الإجراء الطبي؛ تظهر أهمية الاستطباب حين الحكم على ضرورة الإجراء الطبي من عدم وجودها، فهناك فحوصات طبية لا داعي لإجرائها لأنّ نتائجها سواءً السلبية أم الإيجابية لا تؤثر على سير العلاج ولا تُفيد في معرفة مسير المرض. هذه الفحوص الطبية تسمى بفحوصات غير مبررة تعرض المريض أحياناً لأخطار هو في غنى عنها كما أنها تكلف المريض أو من يتكلف علاجه سواءً المجتمع أم شركات التأمين تكاليف لا مبرر لها؛ في هذه الحالة يُوصف الإجراء الطبي بأنه زائد غير مستطب أو لا داعي له (بالإنجليزية: not indicated).

## درجات الاستطباب وتسمياتها
تتفاوت تبريرات استخدام الإجراءات الطبية اختلافاً شاسعاً، فبينما يكون علاجٌ ما ضروري لانقاذ حياة إنسان بشكل طارئ وبذلك يكون المبرر هو الإسعاف المباشر (حالة طوارئ) يُدعى حينها المبرر باستطباب إنقاذي ومثله الاستطباب الحيوي الهادف للمحافظة على الحياة؛ يقابل ذلك تبريرات مثل تلك الدواعي لإجراء عمليات تجميل لا ترتبط بالحفاظ على الحياة والعلاج المباشر، وتكون دوافعها ماديةً ونفسية كما الحال في الإجراءات الطبية التجميلية لمشاهير الترفيه. الدارج استخدام أوصاف وتسميات لتقييم تبرير الإجراء الطبي تساعد في فهم ضرورة العلاج من عدمه، وتقدير موازنة الإجراء الطبي ومساعدة الطبيب والمريض على اتخاذ القرارات الصائبة صوب التشخيص والعلاج؛ من هذه التسميات:
استطباب انقاذي (rescue indication)
ويشمل كل الإجراءات التي تُجرى فوراً في حالات الطوارئ والإسعافات سواءً خارج المشفى أو تلك التي تُجرى في غرف الطوارئ وعمليات الطوارئ ولا تحتمل الانتظار.
استطباب حيوي (vital indication)
ويشمل التشخيصات الطبية والعلاجات الضرورية للحفاظ على حياة الإنسان، سواءً فوراً مثل الإسعافات أم العمليات المهمّة مثل عمليات القلب أو غيرها يغلب على ظن المختصين والأطباء أنها ضرورية للحفاظ على الحياة.
استطباب مطلق (absolute indication)
ويشمل الإجراءات التي لا خلاف طبي على أنها ضرورية لتحسّن المريض أو تعافيه من المرض، بحيث يشكل عدم إجرائها أذىً للمريض أو استمراراً لأوجاعه أو تدهوراً في وضعه. أي أنها ضرورية حتماً لعلاج المرض على غلبة ظن المختصين.
استطباب نسبي (relative indication)
ويختلف عن المطلق بأن له بدائل تُوازن فيما بينها، أو أن ضرورته نسبية، بحيث لا يلحق الضرر بالمريض إذا ما استُغني عن الإجراء الطبي، ولكنّ تحسّن المريض وتعافيه يكون أسرع لو أجريت، أو قد يفيد تشخيص ما في اكتشاف أسباب المرض لتجنبها في الحالات المقبلة مثلاً، فليس من الضروري إتمام هذه الإجراءات ولكن إتمامها أولى.
استطباب زائد (not indicated)
ويشمل مجموعة الاستطبابات التي تُجرى لمبررات ودواعٍ أخرى غير طلب العلاج، ومن الأمثلة على مثل هذه الاستطبابات:
الأبحاث العلمية
حيث يتم إجراء فحوصات دورية لمراقبة الأدوية والعلاجات الجديدة، أو مقارنة وسائل التشخيص قيد التطوير بالمستخدم حالياً، أو إجراء فحوصات لاكتشاف سير الأمراض ومحاولة إيجاد علاجات لها... الخ.
«استطباب قانوني»
وهي الفحوصات التي تجري بدون داعٍ طبّي أو علاجي، ولكن لحل مسألة قانونية مثل مستوى الكحول في الدم لقائد سيارة ما، أو مسائل الميراث أو التقييم النفسي لمدى تحمل المساءلة القانونية... الخ. جميع هذه الإجراءات لا تبرير طبي لها، وإنما تأخذ تبريراتها من القانون.
اشباع الهوى والرغبات
كأن يُجري الطبيب فحصاً لمريض بناءً على طلب المريض، والطبيب يعلم تماماً أن الفحص لا يقدم ولا يؤخر في حالته، كأن يجري تصويراً مغناطيسياً للدماغ عند صحيح البدن أو عند مراجع بسبب ألم في المعدة، لرغبة المريض في رؤية دماغه مثلاً. ومثله رغبة الطبيب في إجراء فحوصات طبية على مرضى ميئوس من حالتهم أو معلوم أنه ليس لمرضهم علاج لمجرد معرفة سير المرض دون أن يؤثر ذلك على العلاج أو عدمه.
«استطباب مادي»
ومثله أن تقوم شركة بترويج حبوب غير فعالة أو زائدة، مثل ترويج حبوب الفيتامينات للأصحاء بحجة زيادة الصحة، ويكون الهدف الحقيقي للترويج هو الكسب المادي.
«استطباب ترفي»
وأمثلته عمليات التجميل للأغنياء ولمشاهير عالم الترفيه الذين لا يعانون من تشوهات خلقية تبرر إجراء عمليات جراحية.

## أهمية تحديد الاستطبابات
الاستطباب أو مببرات العلاجات والتشخيصات المختلفة تحكم العمل الطبي في كل جوانبه، ومنها:
- تيسر للطبيب تحديد العلاج النافع أو الفحص الدال على نتائج فعلية، وموازنة العلاجات والفحوصات المختلفة.
- تيسر التخاطب بين الطبيب والمريض، من حيث شرح أهمية الإجراء الطبي، وبدائله، وتحديد ضرورته من عدمها.
- تحكم محاسبة الأطباء والمشافي من قبل الكثير من شركات التأمين الصحي أو الأنظمة الصحية، بحيث أن هذه الشركات تشترط وجود تبرير منطقي للإجراءات الطبية التي تريد تحمّ تكاليفها.
- تيسير المساءلة القانونية للطواقم الطبية وحماية المرضى والأطباء في حالة حدوث مضاعفات للإجراءات الطبية، فالإجراءات الطبية المبررة يسهل تبرير المخاطرة بالمضاعفات لإجلها، فإجراء تم باستطباب إنقاذي يختلف في المحاسبة والمساءلة القانونية عن آخر تم باستطبابٍ ترفي.

من هنا فإن كثيراً من الدول قد لجأت إلى تحديد قوائم رسمية للاستطبابات المهمة، تقوم على تنسيقها هيئات حكومية أو خاصة من ذوي الخبرة في المجالات الطبية مثل الجامعات الطبية، وزارات الصحة، مؤسسات منبثقة عن توحدات شركات التأمين أو نقابات الأطباء والصيادلة؛ وذلك بحسب معطيات كل بلد وظروف نشأة النظام الصحي فيه. من الأمثلة على هذه الهيئات:
- منظمة الصحة العالمية (بالإنجليزية: World Health Organization)
- إدارة الأغذية والأدوية الأمريكية (بالإنجليزية: Food and Drug Administration)